# Jászír al-Rumajján
Jászír bin Oszmán al-Rumajján (arabul: ياسر الرميان) (Szaúd-Arábia, 1970. február 18. –) Szaúd-arábiai üzletember, aki a Public Investment Fundnak (PIF), a Szaúd-Arábiai Királyság nemzeti vagyonalapjának kormányzója, a Newcastle United FC, illetve a Saudi Aramco elnöke. A PIF befektetésein keresztül az Uber Technologies Inc., a SoftBank Group és a Reliance Industries Ltd. igazgatótanácsának is a tagja.

## Korai évek
Jászír bin Oszmán al-Rumajján 1970. február 18-án született, majd 1993-ban fejezte be tanulmányait a King Faisal Egyetemen, al-Hofufban. Később tanult a Harvard Business Schoolban, az Egyesült Államokban.

## Public Investment Fund
2015 szeptemberében kinevezték a Public Investment Fund igazgatójának.
2016-ban az PIF befektetett 3.5 milliárd dollárt a Uber Technologies Inc.-be, amelynek részeként az igazgatótanácsának tagja lett.
2016 augusztusában al-Rumajján tagja lett a Saudi Aramco állami olajcég bizottságának, amelynek célja a közelebbi együttműködés volt a PIF és az Aramco között, a szaúdi gazdaság átalakításának részeként. Ezen év októberében a PIF 45 milliárd dollárt fektetett a SoftBank Vision Fundba.
2017 októberében al-Rumajján bejelentette, hogy a PIF új célja lesz, hogy vagyonának összege meghaladja a 400 milliárd dollárt és 2020-ra 20 ezer új munkalehetőséget hozzanak létre.
2018 szeptemberében a PIF bejelentette, hogy be fognak vezetni kölcsönöket a hosszú távú stratégiájukba. A következő hónapban pedig elmondta, hogy 2030-ra a külföldi vagyonukat 10%-ról 50%-ra akarják emelni.
2019 februárjában Abu-Dzabiban bejelentette a PIF új, londoni, New York-i és San Francisco-i irodáinak megnyitását, amellyel 700-ra emelte a munkavállalóinak számát a korábbi 450-ről. Ezek mellett megújuló energiaforrásokba is elkezdtek befektetni.
2021 októberében a PIF bejelentette, hogy megvásárolták a Newcastle United FC-t és, hogy al-Rumajján lesz a klub elnöke.